# Xiong
Der Kreis Xiong (雄县,  Xióng Xiàn) ist ein Kreis in der chinesischen Provinz Hebei. Er gehört zum Verwaltungsgebiet der bezirksfreien Stadt Baoding. Er hat eine Fläche von 517,6 km² und zählt 359.506 Einwohner (Stand: Zensus 2010).